# Barinas
Barinas és un dels 23 estats en què és dividida Veneçuela. La capital de l'estat és Barinas.

## Subdivisions
L'Estat de Barinas consta de 12 municipis:
| Municipi                 | Capital           |
| ------------------------ | ----------------- |
| Alberto Arvelo Torrealba | Sabaneta          |
| Andrés Eloy Blanco       | El Canton         |
| Antonio José de Sucre    | Socopó            |
| Arismendi                | Arismendi         |
| Barinas                  | Barinas           |
| Bolívar                  | Barinitas         |
| Cruz Paredes             | Barrancas         |
| Ezequiel Zamora          | Santa Bárbara     |
| Obispos                  | Obispos           |
| Pedraza                  | Ciudad Bolivia    |
| Rojas                    | Libertad          |
| Sosa                     | Ciudad de Nutrias |

## Governadors
- Hugo de los Reyes Chávez (2004-2007)
- Hugo de los Reyes Chávez (2001-2004)